# Lilltjärnen (Attmars socken, Medelpad, 690742-155194)
Lilltjärnen är en sjö i Sundsvalls kommun i Medelpad och ingår i Ljungans huvudavrinningsområde.